# Lijst van voetbalinterlands Engeland - Peru
Deze lijst van voetbalinterlands is een overzicht van alle officiële voetbalwedstrijden tussen de nationale teams van Engeland en Peru. De landen speelden tot op heden drie keer tegen elkaar. De eerste ontmoeting, een vriendschappelijke wedstrijd, werd gespeeld in Lima op 17 mei 1959. Het laatste duel, eveneens een vriendschappelijke wedstrijd, vond plaats op 30 mei 2014 in Londen.

## Wedstrijden
| № | Plaats | Datum       | Competitie        | Wedstrijd       | Uitslag |
| - | ------ | ----------- | ----------------- | --------------- | ------- |
| 1 | Lima   | 17 mei 1959 | Vriendschappelijk | Peru – Engeland | 4 – 1   |
| 2 | Lima   | 20 mei 1962 | Vriendschappelijk | Peru – Engeland | 0 – 4   |
| 3 | Londen | 30 mei 2014 | Vriendschappelijk | Engeland – Peru | 3 – 0   |

## Samenvatting
| Competitie        | Totaal gespeeld | Winst Engeland | Gelijk | Winst Peru | Doelsaldo Engeland – Peru |
| ----------------- | --------------- | -------------- | ------ | ---------- | ------------------------- |
| Vriendschappelijk | 3               | 2              | 0      | 1          | 8 − 4                     |
| Totaal            | 3               | 2              | 0      | 1          | 8 − 4                     |

Wedstrijden bepaald door strafschoppen worden, in lijn met de FIFA, als een gelijkspel gerekend.

## Details

### Eerste ontmoeting
| Vriendschappelijk (Lima, Peru, 17 mei 1959): |              | |
| Peru | 4 – 1        | Engeland |
| Juan Seminario 10' Juan Seminario 39' Juan Joya 69' Juan Seminario 80'                                                                                         | goals        | 58' Jimmy Greaves |
| György Orth | bondscoach   | Walter Winterbottom |
| Rafael Asca Guillermo Flemming José Fernández Isaac Andrade Juan de la Vega Víctor Benítez Oscar Montalvo Miguel Loayza Juan Joya José Carrasco Juan Seminario | opstellingen | Edward Hopkinson Don Howe James Armfield Ronald Clayton William Wright Ron Flowers Norman Deeley Jimmy Greaves Bobby Charlton John Haynes Albert Holden |
| - Debuut van Jimmy Greaves (Chelsea) voor Engeland. |              | |

### Tweede ontmoeting
| Vriendschappelijk (Lima, Peru, 20 mei 1962): |              | |
| Peru | 0 – 4        | Engeland |
| | goals        | 15' (pen.) Ron Flowers 24' Jimmy Greaves 37' Jimmy Greaves 38' Jimmy Greaves                                                                            |
| José Gomes Nogueira | bondscoach   | Walter Winterbottom |
| Rodolfo Bazan Guillermo Fleming Adolfo Donayre Rodolfo Guzman Juan de la Vega ??' Manuel Grimaldo Víctor Zegarra ??' Nicolas Nieri Hugo Lobaton Alejandro Zevallos Oscar Montalvo | opstellingen | Ronald Springett James Armfield Ray Wilson Bobby Moore Maurice Norman Ron Flowers Bryan Douglas Jimmy Greaves Gerry Hitchens John Haynes Bobby Charlton |
| Humberto Arguedas ??' Nemesio Mosquera ??' | wissels      | |
| Manuel Grimaldo ??' | rode kaarten | |
| - Debuut van Bobby Moore (West Ham United) en Maurice Norman (Tottenham Hotspur) voor Engeland.                                                                                   |              | |

### Derde ontmoeting
| Vriendschappelijk (Londen, Verenigd Koninkrijk, 30 mei 2014): |              | |
| Engeland | 3 – 0        | Peru |
| Daniel Sturridge 32' Gary Cahill 65' Phil Jagielka 70' | goals        | |
| Roy Hodgson | bondscoach   | Pablo Bengoechea |
| Joe Hart Glen Johnson Gary Cahill Leighton Baines 75' Phil Jagielka 72' Steven Gerrard 63' Jordan Henderson Adam Lallana 72' Danny Welbeck Daniel Sturridge 82' Wayne Rooney 65' | opstellingen | Raúl Fernández 76' Luis Advíncula Alberto Rodríguez Alexander Callens 67' Christian Ramos Yoshimar Yotún Josepmir Ballón Rinaldo Cruzado 59' Luis Ramírez 63' Jean Deza André Carillo |
| Jack Wilshere 63' Raheem Sterling 65' Chris Smalling 72' James Milner 72' John Stones 75' Ross Barkley 82' Ben Foster Fraser Forster Frank Lampard Rickie Lambert Jon Flanagan   | wissels      | 59' Paolo Hurtado 63' Raúl Ruidíaz 67' Hansell Riojas 76' Mario Velarde George Forsyth Pedro Gallese Miguel Ángel Saavedra Edison Flores                                              |
| Steven Gerrard 30' | gele kaarten | 27' Rinaldo Cruzado |
| - Debuut van John Stones (Everton FC) voor Engeland. - Eerste interland van Peru onder leiding van bondscoach Pablo Bengoechea.                                                  |              | |

FA · A-internationals · Selecties · Bondscoaches · Engels vrouwenelftal · Brits olympisch elftal · Engeland -21 · Engeland -20 · Engeland -19 · Engeland -18 · Engeland -17 · Engeland -16 · Vrouwen -17
1872 – 1899 ·
1900 – 1919 ·
1920 – 1929 ·
1930 – 1939 ·
1940 – 1949 ·
1950 – 1959 ·
1960 – 1969 ·
1970 – 1979 ·
1980 – 1989 ·
1990 – 1999 ·
2000 – 2009 ·
2010 – 2019 ·
2020 − 2029
EK's: 1968 ·
1980 ·
1988 ·
1992 ·
1996 ·
2000 ·
2004 ·
2012 · 
2016 · 
2020 · 
2024
WK's: 1950 ·
1954 ·
1958 ·
1962 ·
1966 ·
1970 ·
1982 ·
1986 ·
1990 ·
1998 ·
2002 ·
2006 ·
2010 ·
2014 ·
2018 · 
2022
Albanië ·
Algerije ·
Andorra ·
Argentinië ·
Australië ·
Azerbeidzjan ·
België ·
Bosnië en Herzegovina ·
Brazilië ·
Bulgarije ·
Canada ·
Chili ·
China ·
Colombia ·
Costa Rica ·
Cyprus ·
Denemarken ·
DDR · 
Duitsland ·
Ecuador ·
Egypte ·
Estland ·
Finland ·
Frankrijk ·
Georgië ·
Ghana ·
GOS ·
Griekenland ·
Honduras ·
Hongarije ·
Ierland ·
IJsland · 
Iran ·
Israël ·
Italië ·
Ivoorkust ·
Jamaica ·
Japan ·
Joegoslavië ·
Kameroen ·
Kazachstan ·
Koeweit ·
Kosovo ·
Kroatië ·
Liechtenstein ·
Litouwen ·
Luxemburg ·
Maleisië ·
Malta ·
Marokko ·
Mexico ·
Moldavië ·
Montenegro ·
Nederland ·
Nieuw-Zeeland ·
Nigeria ·
Noord-Ierland ·
Noord-Macedonië ·
Noorwegen ·
Oekraïne ·
Oostenrijk ·
Panama · 
Paraguay ·
Peru · 
Polen ·
Portugal ·
Roemenië ·
Rusland ·
San Marino · 
Saoedi-Arabië ·
Schotland ·
Senegal ·
Servië ·
Servië en Montenegro · 
Slovenië ·
Slowakije ·
Sovjet-Unie ·
Spanje ·
Trinidad en Tobago ·
Tsjechië ·
Tsjecho-Slowakije ·
Tunesië ·
Turkije ·
Uruguay ·
Verenigde Staten ·
Wales ·
Wit-Rusland ·
Zuid-Afrika ·
Zuid-Korea ·
Zweden ·
Zwitserland
Algerije (2010) · 
Argentinië (1986) · 
Argentinië (1998) · 
Argentinië (2002) · 
België (1990) · 
België (2018, 1) · 
België (2018, 2) · 
Brazilië (2002) · 
Colombia (1998) ·
Colombia (2018) ·
Costa Rica (2014) ·
Denemarken (2002) ·
Denemarken (2021) · 
Duitsland (2000) ·
Duitsland (2010) ·
Duitsland (2021) ·
Ecuador (2006) ·
Egypte (1990) ·
Frankrijk (1982) ·
Frankrijk (2012) ·
Frankrijk (2022) ·
Ierland (1990) · 
IJsland (2016) ·
Italië (1990) · 
Italië (2012) · 
Italië (2014) · 
Italië (2021) · 
Kameroen (1990) · 
Koeweit (1982) · 
Kroatië (2018) ·
Kroatië (2021) · 
Marokko (1986) · 
Nederland (1990) · 
Nigeria (2002) · 
Oekraïne (2012) · 
Oekraïne (2021) ·
Panama (2018) · 
Paraguay (1986) · 
Paraguay (2006) · 
Polen (1986) · 
Portugal (1986) · 
Portugal (2000) · 
Portugal (2006) · 
Roemenië (1998) ·
Roemenië (2000) ·
Rusland (2016) ·
Schotland (2021) ·
Senegal (2022) ·
Slovenië (2010) ·
Slowakije (2016) ·
Spanje (1982) ·
Spanje (2024) ·
Trinidad en Tobago (2006) ·
Tsjechië (2021) ·
Tsjecho-Slowakije (1982) ·
Tunesië (1998) ·
Tunesië (2018) ·
Uruguay (2014) ·
Verenigde Staten (2010) ·
Wales (2016) · 
West-Duitsland (1966) ·
West-Duitsland (1982) ·
West-Duitsland (1990) ·
Zweden (2002) ·
Zweden (2006) · 
Zweden (2012)
FPF · A-internationals · Selecties · Bondscoaches · Statistieken · Peruviaans vrouwenelftal · Olympisch elftal · Peru U21 · Peru U20 · Peru U19 · Peru U18 · Peru U17
1920 – 1929 ·
1930 – 1939 ·
1940 – 1949 ·
1950 – 1959 ·
1960 – 1969 ·
1970 – 1979 ·
1980 – 1989 ·
1990 – 1999 ·
2000 – 2009 ·
2010 – 2019 ·
2020 – 2029
WK 1930 · 
WK 1970 · 
WK 1978 · 
WK 1982 · 
WK 2018
OS 1936 · 
OS 1960
1927 · 
1928 · 
1929 · 
1930 · 
1931 · 1932 · 1933 · 1934 · 
1935 · 
1936 · 
1937 · 
1938 · 
1939 · 
1940 · 
1941 · 
1942 · 
1943 · 1944 · 1945 · 1946 · 
1947 · 
1948 · 
1949 · 
1950 · 1951 · 
1952 · 
1953 · 
1954 · 
1955 · 
1956 · 
1957 · 
1958 · 
1959 · 
1960 · 
1961 · 
1962 · 
1963 · 
1964 · 
1965 · 
1966 · 
1967 · 
1968 · 
1969 · 
1970 · 
1971 · 
1972 · 
1973 · 
1974 · 
1975 · 
1976 · 
1977 · 
1978 · 
1979 · 
1980 · 
1981 · 
1982 · 
1983 · 
1984 · 
1985 · 
1986 · 
1987 · 
1988 · 
1989 · 
1990 · 
1991 · 
1992 · 
1993 · 
1994 · 
1995 · 
1996 · 
1997 · 
1998 · 
1999 · 
2000 · 
2001 · 
2002 · 
2003 · 
2004 · 
2005 · 
2006 · 
2007 · 
2008 · 
2009 · 
2010 · 
2012 · 
2012 · 
2013 · 
2014 · 
2015 · 
2016 · 
2017 · 
2018 · 
2019 · 
2020 · 
2021 ·
2022 ·
2023 ·
2024
Algerije ·
Argentinië ·
Armenië ·
Australië ·
België ·
Bolivia ·
Brazilië ·
Bulgarije ·
Canada ·
Chili ·
China ·
Colombia ·
Costa Rica ·
Denemarken ·
Dominicaanse Republiek ·
Duitsland ·
Ecuador ·
El Salvador ·
Engeland ·
Finland ·
Frankrijk ·
Guatemala ·
Haïti ·
Honduras ·
Hongarije ·
IJsland · 
India ·
Irak ·
Iran ·
Italië ·
Jamaica ·
Japan ·
Joegoslavië ·
Kameroen ·
Kroatië ·
Marokko ·
Mexico ·
Nederland ·
Nicaragua ·
Nieuw-Zeeland ·
Nigeria ·
Oostenrijk ·
Panama ·
Paraguay ·
Polen ·
Qatar ·
Roemenië ·
Saoedi-Arabië ·
Schotland ·
Slowakije ·
Sovjet-Unie ·
Spanje ·
Trinidad en Tobago ·
Tsjechië ·
Tunesië ·
Uruguay ·
Venezuela ·
Verenigde Arabische Emiraten ·
Verenigde Staten ·
Wit-Rusland ·
Zuid-Korea ·
Zweden ·
Zwitserland
Australië (2018) ·
Denemarken (2018) ·
Frankrijk (2018) ·
Italië (1982) · 
Kameroen (1982) · 
Polen (1982)